# Циклофиллиды
Циклофиллиды (лат. Cyclophyllidea, от др.-греч. κύκλος [kýklos] — круг и φύλλον [phúllon] — лист) — отряд паразитических плоских червей из класса ленточных червей (Cestoda). Циклофиллиды являются самым разнообразным отрядом ленточных червей, включающим больше видов, чем все остальные отряды этого класса вместе взятые (более 3 000 видов). Распространённые паразиты кишечника четвероногих, особенно птиц и млекопитающих, в том числе человека. Описан только один вид, достигающий половой зрелости в костистых рыбах (Ichthyolepis africana).

## Описание
Циклофиллиды сочетают признаки, которые считаются типичными для цестод. Характерной чертой циклофиллид является наличие сколекса, обычно имеющего четыре простые округлые присоски, расположенные симметрично. Чаще всего, одна пара присосок расположена дорсально, а другая — вентрально. На вершинной части сколекса обычно имеется ростеллум (хоботок), который, при его наличии, иногда вооружён крючками. Тело червя может включать или не включать шейку. 
Стробила может быть изменчивой, но обычно имеет отчётливую метамерию. Проглоттиды большинства видов являются гермафродитными. Гораздо реже встречаются гонохорные виды, которые имеют отдельные мужские и женские особи. Генитальные поры обычно располагаются на боковой поверхности проглоттиды, однако у видов семейства Mesocestoididae генитальная пора расположена вентрально в центре проглоттиды.
Ещё одним значимым признаком является присутствие одиночной компактной желточной железы, обычно расположенной позади яичника в проглоттиде. У разных видов матка может представлять собой простую трубку, сетчатую массу или околоматочный орган. Маточные поры отсутствуют.

## Жизненный цикл
Подобно большинству ленточных червей, почти все циклофиллиды имеют промежуточных хозяев. У некоторых видов (например, семейства Taeniidae) имеются промежуточные стадии, служащие для амплификации, когда единственное яйцо, съеденное промежуточным хозяином, порождает миллионы потенциальных личинок. Каждая личинка может вырасти во взрослого червя, если заражённый промежуточный червь будет съеден окончательным хозяином.

## Классификация
Gardner (2024) указывает 15—16 семейств циклофиллид, ссылаясь в первую очередь на классификацию Schmidt (1986):

| - Acoleidae Fuhrmann, 1906 - Amabiliidae Ransom, 1909 - Anoplocephalidae Cholodkovsky, 1902 - Catenotaeniidae Spasskii, 1950 - Davaineidae Fuhrmann, 1907 - Dilepididae Railliet & Henry, 1909 - Dioecocestidae Southwell, 1930 - Dipylidiidae Stiles, 1896 | - Gryporhynchidae Spasskii & Spasskaya, 1973 (признано в обзоре Mariaux et al., 2017) - Hymenolepididae Perrier, 1897 - Mesocestoididae Perrier, 1897 - Metadilepididae Spasskii, 1959 - Nematotaeniidae Lühe, 1910 - Paruterinidae Fuhrmann, 1907 - Progynotaeniidae Fuhrmann, 1936 - Taeniidae Ludwig, 1886 |  |

Представители семейства Taeniidae, такие как Taenia и Echinococcus, являются наиболее изученными представителями отряда, поскольку они способны вызывать зоонозные инфекции. Существуют также циклофиллиды других семейств, вызывающие распространённые кишечные инфекции людей во всём мире, которые трудно поддаются диагностике из-за недостаточной изученности этих червей. Sapp & Bradbury (2020) называют пять таких «забытых» родов: Bertiella (Anoplocephalidae), Dipylidium (Dipylidiidae), Raillietina (Davaineidae), Inermicapsifer (Anoplocephalidae) и Mesocestoides (Mesocestoididae). 